# Средний Шар
Средний Шар (также Ульянов Шар) — протока в дельте реки Печора в Заполярном районе Ненецкого автономного округа России, впадает в Коровинскую губу Печорской губы Печорского моря. Длина протоки составляет 51 км. 
Протока занимает центральное положение в дельте Печоры. Вытекает из другой протоки, Малой Печоры, к востоку от озера Голодная Губа, у деревни Андег, на высоте более 0,3 м над уровнем моря. Течёт на север-северо-восток. Берега низкие, поросшие кустарником и тундровой растительностью, по берегам большое число пойменных озёр. В акватории несколько островов (Кумжины острова, Мельчугинский и др.). Протока широкая, её ширина составляет 475-487 м, а глубина 5-5,3 м. На всём протяжении испытывает приливно-отливные течения. Перед впадением в Коровинскую губу разделяется на более мелкие протоки: Бецабицер-Шар, Малый Гусинец и Большой Гусинец. 

## Данные водного реестра
По данным государственного водного реестра России и геоинформационной системы водохозяйственного районирования территории РФ, подготовленной Федеральным агентством водных ресурсов:
- Бассейновый округ — Двинско-Печорский
- Речной бассейн — Печора
- Речной подбассейн — Печора ниже впадения Усы
- Водохозяйственный участок — Печора от водомерного поста Усть-Цильма до устья
- Код водного объекта — 03050300212003000084322